# Picathartes
Los pavos calvos o picatartes (Picathartes) son un género y familia (Picathartidae) de aves paseriformes. Figuran entre las aves más significativas de la avifauna africana. Se conocen dos especies: el de cabeza amarilla o de Guinea (Picathartes gymnocephalus), también conocido como picatartes cuelliblanco, y el de cabeza roja o de Camerún (Picathartes oreas), también conocido como picatartes cuelligrís.

## Descripción
Los picatartes son grandes (33-38 cm (13-15 pulgadas) de largo) paseriformes con picos negros que se asemejan al de los cuervos. El cuello, cola y patas son largos. Pesan entre 200-250 g (7,1 a 8,8 oz). Las patas son grises y fuertes, adaptadas al movimiento terrestre. Las alas son largas, pero rara vez se utilizan para vuelos largos. El plumaje es similar entre las dos especies, con los pechos y vientres blancos y la alas, espalda y cola más oscuras(gris y negro). El color del cuello varía entre las dos especies, dándoles sus nombres individuales (picatartes de cuello gris y de cuello blanco). También tienen cabezas calvas brillantemente coloreadas y arrugadas.

## Distribución
El picatartes cuelliblanco (Picathartes gymnocephalus) se encuentra en Guinea, Sierra Leona, Liberia, Costa de Marfil y Ghana; y el picatartes cuelligrís (Picathartes oreas) se encuentra en Nigeria, Camerún, Guinea Ecuatorial y Gabón.

## Comportamiento y hábitat
Sus costumbres eran desconocidas hasta 1965, año en que el zoólogo francés A. Brosset publica lo investigado en sus expediciones al noroeste de Gabón. Es un ave que sólo vive en cavernas y en su entorno inmediato.
De actividad diurna, esta especie se retira a las cuevas por la tarde, para dormir en los salientes rocosos de las paredes. Sólo se encuentran en cavernas grandes provistas de un arroyo y con una humedad atmosférica cercana al 100 %. 
Se alimenta de cucarachas, que pululan buscando el guano de los murciélagos. Fuera de su cueva, el pavo calvo nunca se posa en ramas, desplazándose a brincos por la selva. Ave tímida, permanece siempre alerta ocultándose a la observación. Vive en pequeñas colonias; construyen nidos de barro que cuelgan en las cuevas.